# Bara (jednotka délky)
Bara je stará jednotka délky používaná na Filipínách, jejíž název pochází ze španělské jednotky vara. Její hodnota činila přibližně 80 cm.